# 歌川国春 (2代目)
二代目 歌川 国春（うたがわ くにはる、生没年不詳）とは、明治時代の浮世絵師。

## 来歴
明治初年頃、版本の挿絵を描いている。歌川国春を称しているが、初代歌川国春の門人だったのかどうかは不明である。明治30年（1897年）に『日本貧民論』（山下岩之助著）の挿絵を描いた。